# Аннино (Грязинський район)
Аннино (рос. Аннино) — село у Грязинському районі Липецької області Російської Федерації.
Населення становить 1364  особи. Належить до муніципального утворення Петровська сільрада.

## Історія
З 13 червня 1934 до 6 січня 1954 року у складі Воронезької області. Відтак входить до складу Липецької області.
Згідно із законом від 23 вересня 2004 року № 126-ОЗ органом місцевого самоврядування є Петровська сільрада.

## Населення
| 2009 | 2010  | 2013  |
| ---- | ----- | ----- |
| 1247 | ↘1174 | ↗1364 |